# Requejo (Manzaneda)
Requejo (llamada oficialmente San Bartolomeu de Requeixo) es una parroquia y un lugar del municipio español de Manzaneda, en la provincia de Orense, Galicia.

## Toponimia
La parroquia también es conocida por el nombre de San Bartolomé de Requeixo.

## Organización territorial
La parroquia está formada por una entidad de población:
- Requeixo

## Demografía
Gráfica demográfica del lugar y parroquia de Requejo según el INE español:
| Gráfica de evolución demográfica de Requeijo entre 2000 y 2022 |
|                                                                |
| Datos según el nomenclátor publicado por el INE.               |